# Жодкевниця
Жодкевниця (пол. Rzodkiewnica) — село в Польщі, у гміні Хожеле Пшасниського повіту Мазовецького воєводства.
Населення — 297 осіб (2011).
У 1975-1998 роках село належало до Остроленцького воєводства.

## Демографія
Демографічна структура станом на 31 березня 2011 року:
|          | Загалом | Допрацездатний вік | Працездатний вік | Постпрацездатний вік |
| -------- | ------- | ------------------ | ---------------- | -------------------- |
| Чоловіки | 163     | 48                 | 103              | 12                   |
| Жінки    | 134     | 35                 | 74               | 25                   |
| Разом    | 297     | 83                 | 177              | 37                   |